# Shadow in a Landscape
Shadow in a Landscape è un film per la televisione del 1987 basato sulla vita del pittore francese Paul Gauguin.